# Kuczbork-Osada
Kuczbork-Osada è un comune rurale polacco del distretto di Żuromin, nel voivodato della Masovia.
Ricopre una superficie di 121,64 km² e nel 2004 contava 5 058 abitanti.